# Балдерих
Балдерих (Balderich von Friaul) е франкски благородник от 819 до 828 г. маркграф на Марка Фриули. В някои източници той е наричан също dux Foroiuliensis (фриулски херцог).

## Служба във Фриули
Според документ, той е изпратен през 815 г. от император Лудвиг Благочестиви като legatus imperatoris, да помага на викинга и датски княз Харалд Клак да заеме отново част от Ютланд.
През 819 г. Балдерих е наследник на умрелия Кадалох, маркграф на Фриули, която при Карл Велики през 774 г. е превърната в гранична марка на Франкската империя, а от 776 г. е управлявана от назначени от императора маркграфове от франкски, алемански или бургундски произход.
През първата му година от службата му във Фриули Балдерих воюва с Людевит, славянски княз на Посавина, която от 819 до 823 г. въстава против франкското управление. През 819 г. към Людевит се присъединяват и части от карантаните и тимочаните. През пролетта на 823 г. Людевит бяга в Далмация при чичо си княз Борна, но по това време той вече е мъртъв. Там Людевит убива един сръбски подкрал и бяга при Людемисл, чичото на Борна. Той го убива същата пролет по настояване на франките.

## Последни години и сваляне
През 824 и 825 г. българският владетел Омуртаг се опитва да постигне дипломатическо решение на конфликта си с Лудвиг Благочестиви, предизвикан от въстанието от 818 г. на тимочани и браничевци, което е гледано с добро око от франките, но не постига успех. Когато през 826 г. в императорския двор се разпространява мълвата, че Омуртаг е убит или изгонен, император Лудвиг изпраща пфалцграф Бертрих и графовете Балдерих и Геролд на границата с аварите в Карантания, за да получат яснота, но и там тримата не успяват да научат нещо сигурно. През юни 826 г. Балдерих и Геролд пристигат лично в Ингелхайм. Балдерих все още не знае нищо за военната подотовка на българите и не предприема никакви предпазни мерки.
През лятото на 827 г. той е изненадан от нахлуването на българите в Панония, когато войските на Омуртаг пристигат с кораби по Дунав и отново поставят Югоизточна Панония под свой контрол. За това поражение император Лудвиг Благочестиви отстранява Балдерих по време на Имперското събрание в Аахен през февруари 828 г. и му отнема дадените му по-рано земи. Той прави същото и с граф Матфрид от Орлеан и Хуго от Тур, заради неуспеха им в Испания. Голямото маркграфство на Балдерих е разделено на четири графства: Фриули с Истрия, Карантания, Крайна с Либурния (франкска Хърватия), и Савия.
След 828 година няма сведения за Балдерих.